# Saint-Michel-de-Volangis
Saint-Michel-de-Volangis és un municipi francès, situat al departament de Cher i a la regió de Centre – Vall del Loira. L'any 2007 tenia 439 habitants.

## Demografia

### Població
El 2007 la població de fet de Saint-Michel-de-Volangis era de 439 persones. Hi havia 169 famílies, de les quals 26 eren unipersonals (15 homes vivint sols i 11 dones vivint soles), 71 parelles sense fills, 68 parelles amb fills i 4 famílies monoparentals amb fills.
La població ha evolucionat segons el següent gràfic:
Habitants censats

### Habitatges
El 2007 hi havia 176 habitatges, 167 eren l'habitatge principal de la família, 5 eren segones residències i 4 estaven desocupats. 174 eren cases i 2 eren apartaments. Dels 167 habitatges principals, 138 estaven ocupats pels seus propietaris, 28 estaven llogats i ocupats pels llogaters i 1 estava cedit a títol gratuït; 1 tenia una cambra, 2 en tenien dues, 15 en tenien tres, 43 en tenien quatre i 106 en tenien cinc o més. 159 habitatges disposaven pel capbaix d'una plaça de pàrquing. A 41 habitatges hi havia un automòbil i a 119 n'hi havia dos o més.

### Piràmide de població
La piràmide de població per edats i sexe el 2009 era:
| Homes | Edats   | Dones |
| ----- | ------- | ----- |
| 4     | 95 o +  | 0     |
| 0     | 90 a 94 | 0     |
| 0     | 85 a 89 | 0     |
| 0     | 80 a 84 | 4     |
| 0     | 75 a 79 | 0     |
| 0     | 70 a 74 | 0     |
| 8     | 65 a 69 | 4     |
| 8     | 60 a 64 | 16    |
| 16    | 55 a 59 | 12    |
| 16    | 50 a 54 | 12    |
| 16    | 45 a 49 | 20    |
| 12    | 40 a 44 | 16    |
| 12    | 35 a 39 | 12    |
| 20    | 30 a 34 | 12    |
| 8     | 25 a 29 | 8     |
| 8     | 20 a 24 | 8     |
| 12    | 15 a 19 | 20    |
| 24    | 10 a 14 | 12    |
| 0     | 5 a 9   | 4     |
| 8     | 0 a 4   | 8     |

## Economia
El 2007 la població en edat de treballar era de 291 persones, 233 eren actives i 58 eren inactives. De les 233 persones actives 222 estaven ocupades (110 homes i 112 dones) i 13 estaven aturades (6 homes i 7 dones). De les 58 persones inactives 38 estaven jubilades, 12 estaven estudiant i 8 estaven classificades com a «altres inactius».

### Ingressos
El 2009 a Saint-Michel-de-Volangis hi havia 173 unitats fiscals que integraven 472,5 persones, la mediana anual d'ingressos fiscals per persona era de 20.145 €.

### Activitats econòmiques
Dels 8 establiments que hi havia el 2007, 3 eren d'empreses de construcció, 1 d'una empresa de comerç i reparació d'automòbils, 2 d'empreses de transport, 1 d'una empresa d'hostatgeria i restauració i 1 d'una empresa de serveis.
Dels 2 establiments de servei als particulars que hi havia el 2009, 1 era un paleta i 1 guixaire pintor.
L'any 2000 a Saint-Michel-de-Volangis hi havia 8 explotacions agrícoles que ocupaven un total de 1.136 hectàrees.

## Equipaments sanitaris i escolars
El 2009 hi havia una escola maternal integrada dins d'un grup escolar amb les comunes properes formant una escola dispersa.

## Poblacions més properes
El següent diagrama mostra les poblacions més properes.